# 寶可夢 白金
《寶可夢 白金》是由GAME FREAK開發，寶可夢公司與任天堂發售於任天堂DS的角色扮演遊戲。该作2008年9月在日本發售，2009年相继在北美、澳洲和欧洲发售。
本作為《寶可夢 鑽石／珍珠》的強化版作品，封面寶可夢為騎拉帝納。與原本兩作相比，寶可夢的分布產生了變化，且神奧圖鑑收錄的寶可夢增加為210種。

## 新增要素
本作最大的不同，在於新增騎拉帝納棲息的「毀壞的世界」，從而延伸出不同於《鑽石／珍珠》的劇情。並加入了國際刑警「帥哥」與及銀河隊研究幹部「冥王」等角色。
與《寶可夢 綠寶石》相同，本作新增了對戰開拓區，共有五種設施供玩家挑戰。

## 反響
截至2010年3月31日，本作在全球共銷售約706萬套。

## 外部連結
- 寶可夢 白金（任天堂）（页面存档备份，存于）（日語）
- 寶可夢 白金（寶可夢）（页面存档备份，存于）（日語）